# Liste des ministres haïtiens de la Justice
Le ministre de la Justice d'Haïti est parfois surnommé garde des Sceaux de la République. Il est chargé du ministère de la Justice et de la Sécurité publique.

## Liste
- 8 avril 1811 - : Jean-Baptiste Juge, comte de Terre-Neuve
- 12 octobre 1816 - 10 mars 1819 : André Dominique Sabourin
- 6 mai 1819 - 20 février 1827 : Jacques Ignace Fresnel
- 20 février 1827 - 7 janvier 1844 : Jean-Auguste Voltaire
- 7 janvier 1844 - 18 février 1845 : Honoré Féry
- 18 février 1845 - 2 mars 1846 : Beaubrun Ardouin
- 2 mars 1846 - 27 juillet 1847 : Alphonse Larochel
- 27 juillet 1847 - 30 septembre 1847 : Joseph François
- 30 septembre 1947 - 9 avril 1848 : Damien Delva
- 9 avril 1848 - 14 février 1851 : Jean-Baptiste Francisque, duc de Limbé
- 14 février 1851 - 15 janvier 1859 : Lysius Salomon, duc de Saint-Louis-du-Sud
- 17 janvier 1859 - 24 mars 1859 : Jean-François Acloque
- 24 mars 1859 - 10 août 1861 : Elie Dubois
- 10 août 1861 - 6 janvier 1866 : Valmé Lizaire
- 6 janvier 1866 - 20 février 1866 : Jean-Baptiste Damier
- 20 février 1866 - 13 août 1866 : Robert Deslandes
- 13 août 1866 - 7 mars 1867 : Dasny Labonté
- 7 mars 1867 - 13 mars 1867 : Linstant de Pradines
- 21 mars 1867 - 6 mai 1867 : Ultimo Lafontant
- 8 mai 1867 - 21 juillet 1867 : Linstant de Pradines (2e fois)
- 21 juillet 1867 - 10 février 1868 : André Germain
- 10 février 1868 - 20 mai 1868 : Numa Rigaud
- 20 mai 1868 - 3 août 1868 : Alexandre Florent
- 3 août 1868 - 19 février 1869 : Hilaire Jean-Pierre
- 19 février 1869 - 6 septembre 1869 : Charles Archin
- 6 septembre 1869 - 23 mars 1870 : Dasny Labonté (2e fois)
- 23 mars 1870 - 7 mai 1870 : Saint-Ilmond Blot
- 7 mai 1870 - 27 avril 1871 : Benomy Lallemand
- 27 avril 1871 - 29 juin 1871 : Thomas Madiou
- 29 juin 1871 - 31 décembre 1871 : Désilus Lamour
- 2 janvier 1872 - 15 juin 1874 : Octavius Rameau
- 15 juin 1874 - 24 avril 1876 : James Boco
- 24 avril 1876 - 17 juillet 1876 : Thimogène Lafontant
- 20 juillet 1876 - 25 novembre 1876 : Sauveur Faubert
- 25 novembre 1876 - 1er septembre 1878 : Dalbémar Jean-Joseph
- 1er septembre 1878 - 1er septembre 1879 : Charles Archin (2e fois)
- 1er septembre 1879 - 3 octobre 1879 : Adelson Douyon
- 3 octobre 1879 - 3 novembre 1879 : Numa Rigaud (2e fois)
- 3 novembre 1879 - 23 janvier 1880 : Thimogène Lafontant (2e fois)
- 23 janvier 1880 - 26 août 1881 : Charles Archin (3e fois)
- 26 août 1881 - 31 décembre 1881 : François Denys Légitime
- 31 décembre 1881 - 20 août 1883 : Thomas Madiou (2e fois)
- 20 août 1883 - 14 mars 1884 : Ovide Cameau
- 14 mars 1884 - 16 février 1886 : Innocent Michel Pierre
- 16 février 1886 - 9 juillet 1886 : Lélio Dominique
- 9 juillet 1886 - 23 janvier 1888 : Hugon Lechaud
- 23 janvier 1888 - 10 août 1888 : Jean-Chrisostome Arteaud
- 1er septembre 1888 - : Etienne Erystale Claude
- 19 décembre 1888 - 25 avril 1889 : Eugène Margron
- 25 avril 1889 - 31 mai 1889 : Solon Ménos
- 31 mai 1889 - 20 juin 1889 : Alix Rossignol
- 20 juin 1889 - 28 octobre 1889 : Maximilien Laforest
- 28 octobre 1889 - 18 février 1890 : Léger Cauvin
- 18 février 1890 - 12 août 1890: Hugon Lechaud (2e fois)
- 12 août 1890 - 1er juillet 1891: Duverneau Trouillot
- 1er juillet 1891 - 19 août 1891: Hugon Lechaud (3e fois)
- 19 août 1891 - 11 août 1892 : Charles Archin (4e fois)
- 11 août 1892 - 19 mai 1894 : Edmond Lespinasse
- 19 mai 1894 - 27 décembre 1894 : Ultimo Saint-Amand
- 27 décembre 1894 - 17 décembre 1896 : Pourcely Faine
- 17 décembre 1896 - 26 juillet 1897 : Solon Ménos
- 26 juillet 1897 - 15 décembre 1897 : Aurélus Dyer
- 15 décembre 1897 - 17 août 1899 : Carméleau Antoine
- 17 août 1899 - 9 novembre 1900 : Luxembourg Cauvin
- 9 novembre 1900 - 12 mai 1902 : Gédéus Gédéon
- 20 mai 1902 - 21 décembre 1902 : Lalannes
- 22 décembre 1902 - 4 avril 1903 : Ultimo Saint-Amand (2e fois)
- 4 avril 1903 - 4 janvier 1905 : J.J.F. Magny
- 4 janvier 1905 - 20 juillet 1905 : Emile Deslandes
- 20 juillet 1905 - 6 décembre 1908 : Thrasybule Laleau
- 8 décembre 1908 - 19 décembre 1908 : Murat Claude
- 19 décembre 1908 - 14 juillet 1909 : J.J.F. Magny (2e fois)
- 14 juillet 1909 - 20 juillet 1911 : Jean-Chrisotome Arteaud
- 20 juillet 1911 - 4 août 1911 : Furcy Châtelain
- 4 août 1911 - juillet 1913 : Tertulien Guilbaud
- juillet 1913 - 1er octobre 1913 : Etienne Mathon (a. i.)
- 1er octobre 1913 - 8 février 1914 : Edouard Latortue
- 8 février 1914 - 10 mai 1914 : Jacques Nicolas Léger
- 10 mai 1914 - 11 novembre 1914 : Enoch Désert
- 11 novembre 1914 - 12 décembre 1914 : Justin Joseph
- 12 décembre 1914 - 9 mars 1915 : Louis Borno
- 9 mars 1915 - 14 mai 1915 : Tertulien Guilbaud (2e fois)
- 14 mai 1915 - 14 août 1915 : David Jeannot
- 14 août 1915 - 17 avril 1917 : Etienne Dornéval
- 17 avril 1917 - 3 juillet 1917 : Furcy Châtelain (2e fois)
- 3 juillet 1917 - 20 juin 1918 : Edmond Dupuy
- 20 juin 1918 - 30 septembre 1918 : Ernest Laporte
- 30 septembre 1918 - 17 octobre 1919 : Constantin Benoit
- 17 octobre 1919 - 15 mai 1922 : Justin Barau
- 15 mai 1922 - 27 septembre 1923 : Arthur Rameau
- 27 septembre 1923 - 20 octobre 1924 : Luc Dominique
- 20 octobre 1924 - 21 août 1925 : Delabarre Pierre-Louis
- 21 août 1925 - 20 avril 1926 : Thimothée Paret
- 20 avril 1926 - 15 novembre 1926 : Emmanuel Cauvin
- 15 novembre 1926 - 31 mars 1928 : Emmanuel Beauvoir
- 31 mars 1928 - 25 novembre 1929 : Arthur Rameau (2e fois)
- 25 novembre 1929 - 4 mars 1930 : Charles Riboul
- 4 mars 1930 - 6 mai 1930 : Thimothée Paret (2e fois)
- 6 mai 1930 - 15 mai 1930 : Louis Edouard Rousseau
- 15 mai 1930 - 19 août 1930 : Ernest Douyon
- 19 août 1930 - 22 novembre 1930 : Emmanuel Volel
- 22 novembre 1930 - 18 mai 1931 : Adhémar Auguste
- 18 mai 1931 - 6 octobre 1931 : Thrasybule Laleau (2e fois)
- 6 octobre 1931 - 17 mai 1932 : Emmanuel Rampy
- 17 mai 1932 - 20 septembre 1933 : Elie Lescot
- 20 septembre 1933 - 10 octobre 1936 : Joseph Titus
- 10 octobre 1936 - 29 novembre 1937 : Odilon Charles
- 29 novembre 1937 - 15 septembre 1938 : Joseph Nemours Pierre-Louis
- 15 septembre 1938 - 5 janvier 1940 : Luc Prophète
- 5 janvier 1940 - 10 octobre 1940 : Léon Alfred
- 10 octobre 1940 - 7 avril 1941 : Amilcar Duval
- 8 avril 1941 - 15 mai 1941 : Christian Latortue
- 15 mai 1941 - 11 janvier 1946 : Vély Thébaud
- 12 janvier 1946 - 16 août 1946 : Eugène Kerby
- 19 août 1946 - 20 novembre 1948 : Georges Honorat
- 26 novembre 1948 - 6 mai 1950 : Louis Raymond
- 6 mai 1950 - 10 mai 1950 : Castel Démesmin
- 12 mai 1950 - 19 août 1950 : Emile Saint-Lot
- 19 août 1950 - 6 décembre 1950 : Lélio Dalencourt
- 6 décembre 1950 - 5 mai 1951 : Montferrier Pierre
- 5 mai 1951 - 29 février 1952 : Félix Diambois
- 29 février 1952 - 1er avril 1953 : Paracelse Pélissier
- 1er avril 1953 - 31 juillet 1954 : Ducasse Jumelle
- 31 juillet 1954 - 6 septembre 1955 : Luc Prophète (2e fois)
- 6 septembre 1955 - 29 août 1956 : Adelphin Telson
- 29 août 1956 - 14 décembre 1956 : Alphonse Racine
- 14 décembre 1956 - 2 février 1957 : Rodolphe Bareau
- 9 février 1957 - 6 avril 1957 : Colbert Bonhomme
- 6 avril 1957 - 25 mai 1957 : Stuart Cambronne
- 25 mai 1957 - 10 juin 1957 : Seymour Lamothe
- 10 juin 1957 - 14 juin 1957 : Antony Ervilus
- 14 juin 1957 - 22 octobre 1957 : André Fareau
- 22 octobre 1957 - 16 décembre 1957 : Théodore Nicoleau
- 16 décembre 1957 - 17 juin 1958 : Emile Saint-Clair
- 17 juin 1958 - 4 novembre 1958 : Jean Bélizaire
- 4 novembre 1958 - 21 septembre 1959 : Lucien Bélizaire
- 21 septembre 1959 - 19 décembre 1959 : (poste vacant)
- 19 décembre 1959 - 30 mai 1961 : Luc François
- 30 mai 1961 - 18 janvier 1963 : Simon Desvarieux
- 18 janvier 1963 - 9 décembre 1963 : Antoine Marthold
- 9 décembre 1963 - 22 mai 1967 : Rameau Estimé
- 22 mai 1967 - 25 novembre 1968 : Simon Desvarieux (2e fois)
- 25 novembre 1968 - : Rameau Estimé (2e fois)
- 22 avril 1970 - 19 octobre 1970 : Simon Desvarieux (3e fois)
- 19 octobre 1970 - 15 novembre 1972 : Jean-André Rousseau
- 15 novembre 1972 - 20 mars 1974 : Fournier Fortuné
- 23 mars 1974 - 27 mai 1977 : Aurélien Jeanty
- 27 mai 1977 - 3 novembre 1978 : Michel Fièvre
- 3 novembre 1978 - 23 avril 1980 : Ewald Alexis
- 23 avril 1980 - 5 janvier 1981 : Rock Raymond
- 5 janvier 1981 - 3 février 1982 : Rodrigue Casimir
- 3 février 1982 - 12 juillet 1982 : Dantès Colimon
- 12 juillet 1982 - 29 décembre 1982 : Bertholand Edouard
- 29 décembre 1982 - 24 février 1984 : Rodrigue Casimir (2e fois)
- 24 février 1984 - 3 octobre 1984 : Jean Vandal
- 3 octobre 1984 - 10 juin 1985 : Pierre Gonzales
- 10 juin 1985 - 30 décembre 1985 : Théodore Achille
- 30 décembre 1985 - 7 février 1986 : Jean Vandal (2e fois)
- 7 février 1986 - 20 mars 1986 : Gérard Gourgue
- 24 mars 1986 - 5 janvier 1987 : François Latortue
- 5 janvier 1987 - 7 février 1988 : François Saint-Fleur
- 12 février 1988 - 20 juin 1988 : Martial Célestin
- 20 juin 1988 - 18 septembre 1988 : Fritz Antoine
- 18 septembre 1988 - 16 février 1989 : Gilbert Austin
- 16 février 1989 - 16 mars 1990 : Augustin Romain Cème
- 16 mars 1990 - 19 février 1991 : Pierre Labissière
- 19 février 1991 - 17 mai 1991 : Bayard Vincent
- 17 mai 1991 - 30 septembre 1991 : Karl Auguste
- 15 octobre 1991 - 14 avril 1992 : Antoine Leconte
- 14 avril 1992 - 19 juin 1992 : François Auguste
- 19 juin 1992 - 1er septembre 1993 : Moïse Sénatus
- 1er septembre 1993 - 14 octobre 1993 : François Guy Malary
- 14 octobre 1993 - 16 mai 1994 : (poste vacant)
- 16 mai 1994 - 8 novembre 1994 : Luc Toussaint
- 8 novembre 1994 - 24 janvier 1995 : Ernest Mallebranche
- 24 janvier 1995 - 7 novembre 1995 : Jean-Joseph Exumé
- 7 novembre 1995 - 6 mars 1996 : René Magloire
- 6 mars 1996 - 24 mars 1999 : Pierre-Max Antoine
- 24 mars 1999 - 2 mars 2001 : Camille Leblanc
- 2 mars 2001 - 18 mars 2002 : Gary Lissade
- 18 mars 2002 - 30 septembre 2002 : Jean-Baptiste Brown
- 30 septembre 2002 - 29 février 2004 : Calixte Delatour
- 17 mars 2004 - 14 juin 2005 : Bernard Gousse
- 23 juin 2005 - 9 juin 2006 : Henri Marge Dorléans
- 9 juin 2006 - 5 septembre 2008 : René Magloire (2e fois)
- 5 septembre 2008 - 10 novembre 2008 : Michèle Pierre-Louis (f) (a. i.)
- 10 novembre 2008 - 11 novembre 2009 : Jean-Joseph Exumé (2e fois)
- 11 novembre 2009 - 27 juin 2011 : Paul Denis
- 27 juin 2011 - 18 octobre 2011 : Jean-Max Bellerive (a. i.)
- 19 octobre 2011 - 22 novembre 2011 : Josué Pierre-Louis
- 22 novembre 2011 - 12 décembre 2011 : Garry Conille (a. i.)
- 12 décembre 2011 - 8 mai 2012: Michel Brunache
- 8 mai 2012 - 18 janvier 2015 : Jean Renel Sanon
- 18 janvier 2015 - 23 mars 2016 : Pierre-Richard Casimir
- 23 mars 2016 - 13 mars 2017 : Camille Edouard, Jr
- 13 mars 2017 - : Heidi Fortuné
- 25 avril 2018 - 4 mars 2020 :  Jean Roudy Aly
- 4 mars 2020 - 10 juillet 2020 : Lucmane Delile
- 10 juillet 2020 - 16 septembre 2021 : Rockefeller Vincent
- 16 septembre 2021 - 24 novembre 2021 : Liszt Quite (intérim)
- 24 novembre 2021 - 11 novembre 2022 : Berto Dorcé
- 11 novembre 2022 - 12 juin 2024 : Emmelie Prophète (intérim)
- 12 juin 2024 - 15 novembre 2024 : Carlos Hercule
- 15 novembre 2024 - en cours… : Patrick Pelissier